# Лінійні кораблі типу «Колоссус»
Лінійні кораблі типу «Колоссус» — пара лінкорів-дредноутів, побудованих для Королівського військово-морського флоту наприкінці першого десятиліття 20-го століття.

## Конструкція
Кораблі являли собою вдосконалену версію попереднього лінкора «Нептун», зі збільшеним калібром та запасом торпед, усуненням однієї з щогол та вдосконаленням розподілу броні. Це був останній британський тип лінкорів з 12-ти дюймовими гарматами.

## Представники
| Назва                 | Будівництво                                         | Закладений         | Спущений на воду    | Вступив у стрій    | Доля                                 |
| --------------------- | --------------------------------------------------- | ------------------ | ------------------- | ------------------ | ------------------------------------ |
| Колоссус HMS Colossus | Scotts Shipbuilding and Engineering Company, Грінок | 8 липня 1909 року  | 9 квітня 1910 року  | 8 серпня 1911 року | Зданий на злам у липні 1928 року     |
| Геркулес HMS Hercules | Palmers Shipbuilding and Iron Company, Джарроу      | 30 липня 1909 року | 10 травня 1910 року | 30 липня 1911 року | Зданий на злам 8 листопада 1921 року |

## Історія служби
Кораблі-побратими провели всю свою кар'єру в Домашньому  та Великому флотах.  Крім участі у Ютландській битві у травні 1916 р. (кораблі були у тилу ескадри, втім змогли обмінятися вогнем з німецькими лінійними крейсерами «Зейдліц» та «Дерфлінгер»), а також безрезультатній операції 19 серпня того ж року, коли німецький флот знову виходив у море, їхня служба під час Першої світової війни загалом складалася зі звичайного патрулювання та навчання в Північному морі.
Тип «Колоссус» був визнаний застарілим після завершення війни в 1918 році і був виведений в резерв наступного року.  «Геркулес» був проданий на металобрухт у 1921 році, хоча «Колоссус» деякий час використовувався як навчальний корабель. У 1923 році він був виведений зі складу флоту і проданий на металобрухт через п'ять років.

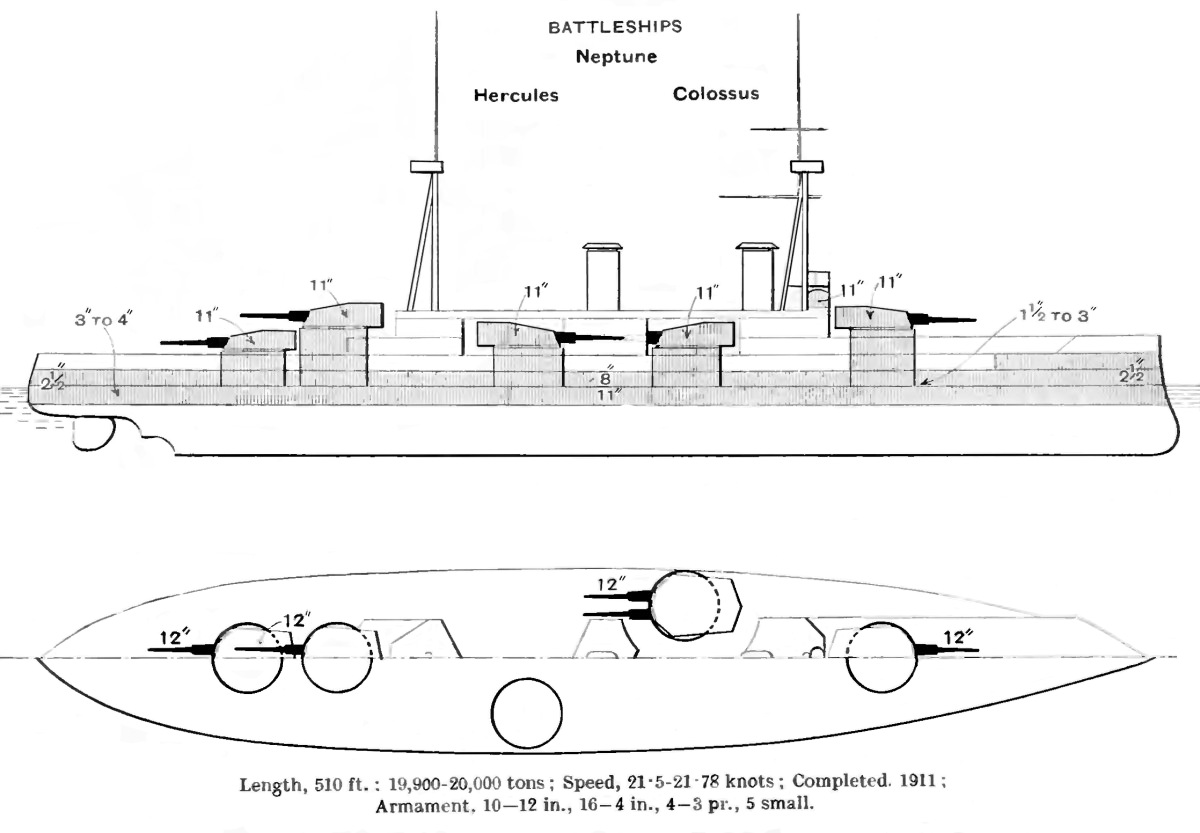
Вид справа та план із Військово-морського щорічника Брассі 1915 року. На цій схемі показані щогли «Нептуна», оскільки тип «Колоссус» мав лише фок-щоглу, розташовану позаду передньої труби.